# Elsdyrsgade
Elsdyrsgade er en gade i kvarteret Nyboder i Indre By i København, der ligger mellem Store Kongensgade og Kronprinsessegade i forlængelse af Hjertensfrydsgade. Gaden er opkaldt efter dyret elsdyr, også kaldet elg, og udgør en del af en række gader i kvarteret med dyrenavne.
Gaden er belagt med brosten og er omgivet af klassiske gule toetages Nyboder-huse på begge sider, fra da Nyboder blev udvidet nordpå i 1780'erne og 1790'erne. Den sydlige længe blev således opført i 1785-1788 og den nordlige i 1790-1792, begge med C.F. Harsdorff som arkitekt. Ved enden mod Store Kongensgade er gaden optaget af et overgroet beskyttelsesrum, der forhindrer gennemkørsel med bil, men som kan passeres til fods.